# Cratere Bovtyš

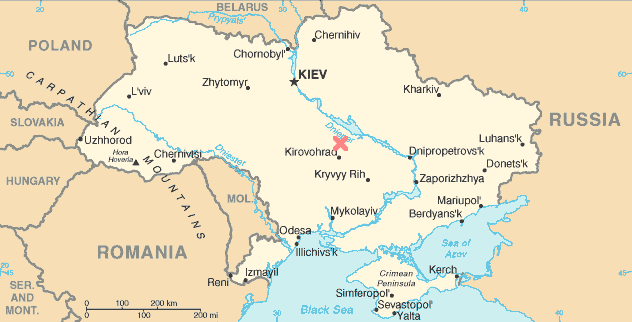
Localizzazione del cratere Bovtyš, in Ucraina

Il cratere Bovtyš (in ucraino Бовтиська западина?, Bovtis'ka zapadyna) è un cratere meteoritico localizzato nell'Oblast' di Kirovohrad, in Ucraina.: il suo centro è situato presso il villaggio di Alexandrovka .
Il cratere ha un diametro di 24 km e un'età stimata di 65,17 ± 0,64 milioni di anni, basata sulla datazione argon-argon (Ar-Ar), il che lo fa lo ricadere in un periodo corrispondente a quello del cratere di Chicxulub in Messico, cioè intorno al limite K-T. L'impatto che ha dato luogo alla formazione del cratere di Chicxulub è considerato uno dei potenziali responsabili della grande estinzione di massa del Cretaceo-Paleocene che ha portato tra l'altro anche alla scomparsa dei dinosauri.

L'impatto del Bovtyš sembra tuttavia essere avvenuto qualche migliaio di anni prima di quello di Chicxulub, suggerendo che l'evento di estinzione possa essere stato collegato ad una serie di impatti multipli avvenuti in un periodo di tempo non troppo ristretto attorno a 65 milioni di anni fa.

## Caratteristiche
Il cratere Bovtyš è localizzato nell'Ucraina centrale, nel bacino del fiume Tjasmyn, un tributario del più importante fiume Dnepr. Ha un diametro di 24 km ed è contornato da una copertura di breccia sparsa su di un'area di 6.500 km2. Si stima che immediatamente dopo l'impatto lo strato di rocce clastiche espulse (ejecta) ricoprisse una superficie di 25.000 km2 con uno spessore di 1 metro o più, e che la profondità del cratere arrivasse a circa 600 metri.
Il cratere contiene un picco centrale di circa 6 km di diametro, che si innalza di circa 550 metri rispetto al livello di fondo. Questo rialzo si trova attualmente sotto circa 500 m di sedimenti depositatisi dai tempi dell'impatto e fu scoperto negli anni del 1960 durante una campagna di esplorazioni per la ricerca di scisti bituminosi.

## Età
Quando il cratere fu identificato per la prima volta, la stima sulla sua età poté solo essere ristretta tra l'età della roccia che aveva subito l'impatto (la roccia bersaglio) e l'età dei sedimenti sovrastanti. La roccia bersaglio risale a un periodo compreso tra il Cenomaniano (da 98,9 a 93,5 milioni di anni fa) e il Turoniano (da 93,5 a 89 milioni di anni fa), mentre i carotaggi dei sedimenti sovrastanti contengono fossili risalenti al Paleocene, tra 65 e 54,8 milioni di anni fa. Sulla base di queste informazioni, l'età del cratere doveva quindi essere compresa tra 98,9 e 54,8 milioni di anni.
La successiva datazione radiometrica permise di ridurre l'incertezza. La concentrazione dei prodotti di decadimento dell'238U nei materiali vetrificati attorno al cratere permisero di calcolare un'età di 65,04 ± 1,10 milioni di anni. L'analisi dei prodotti di decadimento radioattivi dell'argon portarono ad un'età di 65,17 ± 0,64 milioni di anni. Questi valori sono confrontabili con quelli del cratere di Chicxulub.
Uno studio del 2010 su pollini e spore di felci fossili presenti nei sedimenti tende a suggerire che l'impatto di Bovtyš avvenne alcune migliaia di anni prima di quello di Chicxulub. Le felci infatti si comportano da specie pioniera, in grado di colonizzare in tempi rapidi una superficie devastata da qualche evento distruttivo. La presenza nei fossili di pollini e spore di felci sono quindi considerate un buon indizio di un evento catastrofico avvenuto nel passato. Nel caso del cratere Bovtyš, gli studiosi hanno trovato un secondo strato di pollini e spore di felci situato circa un metro al di sopra del precedente. Si ritiene che questo secondo strato sia stato prodotto in seguito all'impatto di Chicxlub, e questo porta ad indicare che i due eventi non avvennero nello stesso periodo di tempo, ma a distanza di alcune migliaia di anni.

## Ipotesi di impatti multipli
Anche se le età stimate per Chicxulub e Bovtyš sono molte vicine in termini di errore statistico, questo non implica necessariamente che i due crateri si siano formati esattamente nello stesso momento. Considerando il tasso di impatti sulla Terra, un cratere delle dimensioni di Bovtyš può ragionevolmente essersi formato entro mezzo milione di anni da Chicxulub. La precisione della datazione di questi crateri non è ancora così accurata da stabilire se gli eventi siano separati da qualche migliaio di anni o se siano il risultato di una serie di impatti pressoché simultanei, come nel caso dei frammenti della Cometa Shoemaker-Levy 9 su Giove nel 1994.
La scoperta del cratere Silverpit, con la sua età stimata in 65-60 milioni di anni, inizialmente diede maggior peso all'ipotesi che la Terra fosse stata colpita da una serie di impatti multipli nello stesso periodo di tempo; la stima della sua età è stata tuttavia recentemente allargata a 74-45 milioni di anni.
Sembra che anche il cratere di Shiva si sia formato nello stesso periodo, ma non è ancora appurato che si tratti di un cratere da impatto.